# Rezerwat przyrody Bagno Bocianowskie
Rezerwat przyrody „Bagno Bocianowskie” – leśny rezerwat przyrody, położony w gminie Celestynów, na północny wschód od Celestynowa (powiat otwocki, województwo mazowieckie), na obszarze Mazowieckiego Parku Krajobrazowego.
Został powołany Zarządzeniem Ministerstwa Leśnictwa i Przemysłu Drzewnego z dnia 12 października 1982 r. na powierzchni 68,98 ha (obecnie podawana wielkość to 68,93 ha). Jest to rezerwat częściowy. Utworzono go w celu „zachowania licznych zbiorowisk, głównie leśnych, występujących na terenach zajętych przez wydmy i torfowiska oraz drzew pomnikowych i stanowisk roślin chronionych”.

## Walory przyrodnicze
Największą powierzchnię zajmuje ols torfowcowy (39,6%) i kwaśna dąbrowa (31,8%), a gatunkiem panującym jest sosna (88,3%). Na niewielkich bagienkach (zatorfionych jeziorkach będących pozostałością po dawnej eksploatacji torfu) spotkać można grzybienie północne, pływacza zwyczajnego i rosiczkę okrągłolistną. Rosną tu też bagno zwyczajne i borówka bagienna. Rezerwat stanowi ostoję licznych zwierząt, m.in. łosia, dzika i sarny oraz ptaków wodno-błotnych.
W centrum rezerwatu znajduje się zagłębienie torfowiskowe, Gołe bagno.